# NGC 1490
NGC 1490 ist eine elliptische Galaxie vom Hubble-Typ E1 im Sternbild Netz am Südsternhimmel. Sie ist schätzungsweise 232 Millionen Lichtjahre von der Milchstraße entfernt.
Das Objekt wurde am 2. November 1834 von John Herschel entdeckt.